# Ghazi Muhammad

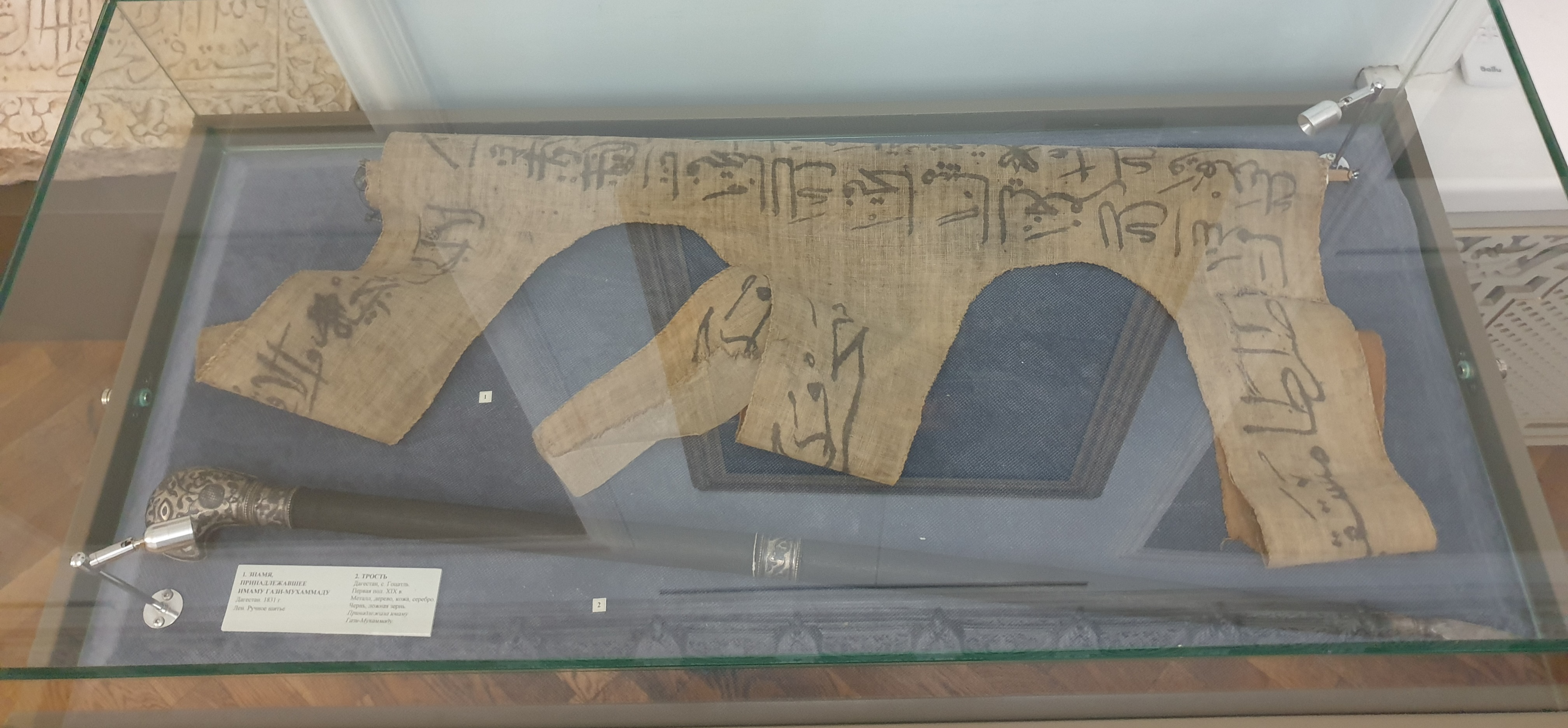
Banner und Gehstock Ghazi Muhammad im Nationalmuseum der Republik Dagestan

Ghazi Muhammad (awarisch Гъази-МухӀаммад Ġazi Muḥammad, arabisch غازي محمد الغيمراوي, DMG Ġāzī Muḥammad al-Ġīmrāwī, russisch Имам Гази-Мухаммад Imam Gazi-Muchammad oder Gazi-Magomed, nach dem volkstümlichen Titel Mullah (Meister) auch Gasi-Mulla oder Kasi-Mulla; * 1795; † 29. Oktober 1832) war ein islamischer Gelehrter und Prediger bei den Awaren in Dagestan, der um 1830 den Widerstand der nordkaukasischen Völker gegen die Expansion Russlands bündelte und das dagestanische Imamat begründete, das später von Hamsat Bek (1832–34) und Imam Schamil (1834–59) weitergeführt wurde.

## Leben

### Ausbildung
Ghazi Muhammad stammte aus dem Aul Gimra, das zu dem awarischen Gemeindebund von Koysubu gehörte, und studierte unter anderem bei dem Gelehrten Saʿīd al-Harakānī islamische Wissenschaften. Der Prediger Muhammad al-Yarāghī (gest. 1839), der den Widerstand gegen Russland und verbündete dagestanische Fürsten anführte, und Dschamāl ad-Dīn Ghāzīghumuqī (gest. 1860/61) führten ihn in die Tradition der Naqschbandīya-Chālidīya ein. Ghāzīghumuqī setzte ihn als seinen Stellvertreter (ḫalīfa) ein.

### Kampf gegen das Gewohnheitsrecht
Mitte der 1820er Jahre predigte Ghazi Muhammad in dem Gemeindebund von Koysubu und forderte seine Glaubensbrüder zur kompromisslosen Anerkennung der Scharia als einzig gültiger Rechtsform auf. In einem Sendschreiben an die daghestanischen Gemeinden mit dem Titel "Der klare Beweis für die Apostasie der Gewohnheitsrechtsexperten Daghestans" (Bāhir al-burhān li-irtidād ʿurafāʾ Dāġistān) forderte er den Kampf gegen den ʿUrf ("Gewohnheitsrecht) und für die Durchsetzung der Scharia in allen Rechtsfragen und stellte die Behauptung auf, dass alle diejenigen Muslime, die nach ʿUrf oder ʿAdat anstelle der Scharia richten, als Kāfirūn („Ungläubige“) zu gelten hätten. Mithilfe seiner Anhänger, die sich um ihn scharten, konnte er 1826 in seinem Dorf Gimra die Scharia einführen. Später wiederholte er dies in anderen awarischen Dörfern (ǧamāʿāt) des Koysubu-Gemeindebundes sowie des benachbarten Salatau-Gemeindebundes.
Im Jahre 1827 versuchte der Schamchal von Tarki, Mahdī-Chān, Ghazi Muhammad nach Tarki einzuladen und auf diese Weise auf seine Seite zu ziehen. Ghazi Muhammad folgte dieser Einladung erst 1829, mit dem Ansinnen, den Schamchal zur Einführung der Scharia auf seinem Gebiet zu bringen, was dieser aber ablehnte.

### Der Dschihad gegen die Russen

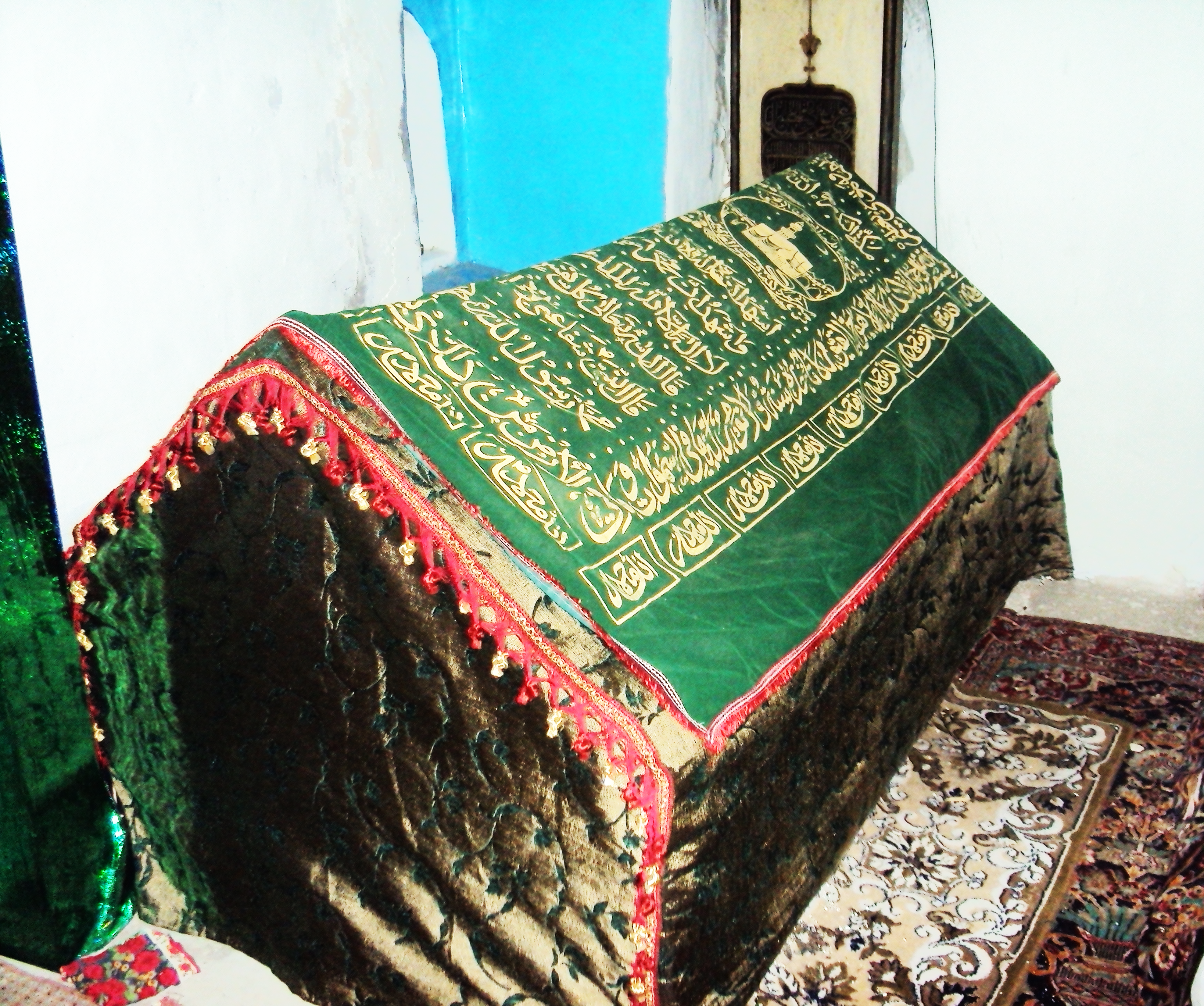
Das Grab von Ghazi Muhammad

Zwischen 1828 und 1829 kürten die Gelehrten und Gemeinden von Gimra, Chirkey und anderen awarischen Dörfern Ghazi Muhammad zum Imam. Wenig später kam er zu der Überzeugung, dass er gegen seine Gegner in den Dörfern und unter den Fürsten mit militärischer Gewalt vorgehen müsse und auch einem Konflikt mit der russischen Schutzmacht nicht aus dem Weg gehen könne. Im Januar/Februar 1830 unternahm er mit Anhängern aus dem Gemeindebund von Koysubu erste größere militärische Aktionen, unter anderem gegen Chunsach, den Sitz des Chans der Awaren. Im Frühjahr 1831 errichtete er eine Holz-Festung auf dem Gebiet des Schamchal-Reichs, von wo aus er mehrere russische Angriffe erfolgreich abwehrte. Im Mai des gleichen Jahres nahm er mit seinen Reitern Tarki, den Sitz des Schamchals, und die benachbarte russische Festung Burnaya ein. In den Monaten bis zu seinem Tod konnte Ghazi Muhammad auf Feldzügen ganz Daghestan und Tschetschenien zum Kampf gegen Russland vereinen. Er fiel bei der russischen Einnahme seines Heimatdorfes Gimra am 29. Oktober 1832.

## Werke
In seinem arabischen Traktat Bāhir al-burhān li-irtidād ʿurafāʾ Dāġistān ("Der klare Beweis für die Apostasie der Gewohnheitsrechtsexperten Daghestans") nimmt Ghazi Muhammad auf verschiedene ältere dagestanische Autoritäten Bezug wie Muhammad ibn Mūsā al-Quduqī (gest. 1717), Dā'ūd al-Usīschī (gest. 1757/58), Abū Bakr al-Aimaqī (gest. 1790/91) und Ibrāhīm al-ʿUradī (gest. 1810/11), die sich bereits vor ihm zu der Frage des Gewohnheitsrechts geäußert bzw. die Notwendigkeit des Gebieten des Rechten und des Verbieten des Unrechten betont hatten. Das Werk, das in einer Handschrift von 1927 erhalten ist, wurde von Michael Kemper ins Englische übersetzt. Es existierte auch eine gereimte Version der  Schrift, von der sich Exzerpte in der arabischen Chronik der Schamil-Periode von Muhammad Tāhir al-Qarāhī (gest. 1880) und dem biographischen Lexikon dagestanischer Gelehrter von Naḏīr ad-Durgilī (gest. 1935) erhalten haben.